# Yaguarú
Yaguarú ist eine Landstadt im Departamento Santa Cruz im südamerikanischen Anden-Staat Bolivien.

## Lage im Nahraum
Yaguarú ist der zweitgrößte Ort des Municipios Urubichá in der Provinz Guarayos im nordwestlichen Teil des Departamentos Santa Cruz. Die Stadt liegt auf einer Höhe von 198 m am linken Ufer des nach Norden fließenden Río Zapoco, der in seinem weiteren Verlauf über den Río Blanco in den Río Iténez/Rio Guaporé mündet, der über weite Strecken die Grenze zwischen Brasilien und dem bolivianischen Nordosten bildet.

## Geographie
Yaguarú liegt in der Moxos-Ebene (spanisch: Llanos de Moxos), einer mehr als 100.000 km² großen Überschwemmungssavanne im nördlichen Tiefland von Bolivien. Das Klima der Region ist ein semi-humides Klima der warmen Tropen.
Die mittlere Durchschnittstemperatur der Region liegt bei etwa 25 °C (siehe Klimadiagramm Urubichá) und schwankt nur unwesentlich zwischen 22 °C im Juni und Juli und 27 °C von Oktober bis Februar. Der Jahresniederschlag beträgt etwa 1.150 mm, bei einer schwach ausgeprägten Trockenzeit von Juni bis September mit Monatsniederschlägen unter 45 mm, und einer deutlichen Feuchtezeit von November bis März mit Monatsniederschlägen zwischen 140 und 200 mm.

## Verkehrsnetz
Yaguarú liegt in einer Entfernung von 326 Straßenkilometern nördlich von Santa Cruz, der Hauptstadt des Departamentos.
Von Santa Cruz aus führt die Nationalstraße Ruta 9 zusammen mit der Ruta 4 zuerst in östlicher Richtung über Cotoca nach Puerto Pailas, überquert den Río Grande und trennt sich vierzehn Kilometer später in Pailón. Von hier aus führt die Ruta 9 noch 230 Kilometer nach Norden bis Ascención de Guarayos und weiter nach Guayaramerín im äußersten Nordosten des Landes. Am nördlichen Stadtrand von Ascención zweigt eine unbefestigte Landstraße in nördlicher Richtung ab und erreicht nach 35 Kilometern Yaguarú.

## Bevölkerung
Die Einwohnerzahl der Ortschaft ist in den vergangenen beiden Jahrzehnten um mehr als die Hälfte angestiegen:
| Jahr | Einwohner | Quelle       |
| ---- | --------- | ------------ |
| 1992 | 1555      | Volkszählung |
| 2001 | 1979      | Volkszählung |
| 2012 | 2430      | Volkszählung |
| 2024 |           | Volkszählung |

Aufgrund der jahrhundertealten regionalen Bevölkerungsstrukturen weist die Region einen hohen Anteil an indigener Bevölkerung auf, im Municipio Urubichá sprechen 91,0 Prozent der Bevölkerung regionale Chiquitano-Sprachen.